# Ellen Euler

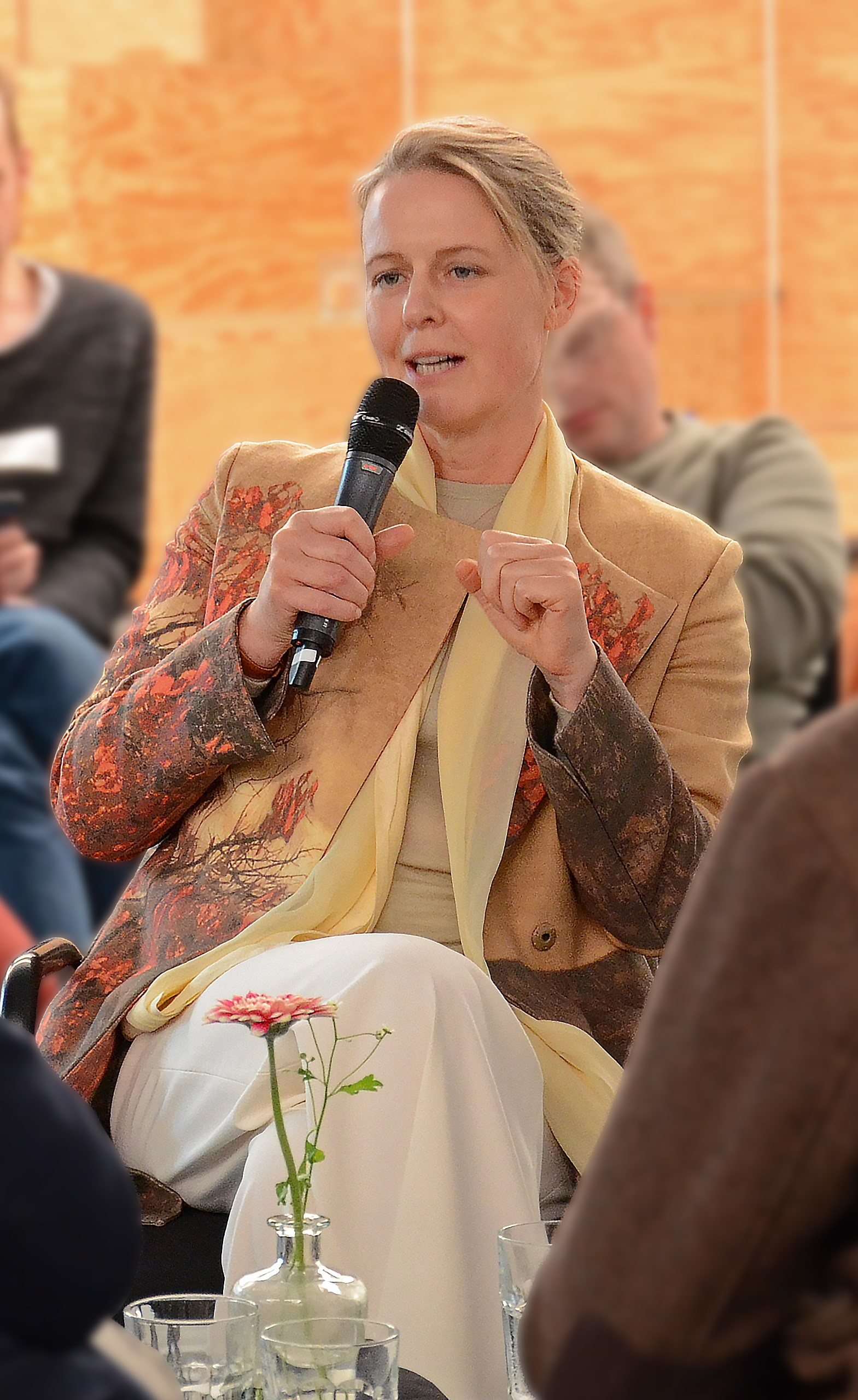
Ellen Euler im Talk auf der jurOA 2024

Ellen Euler (* 1977 in Wiesbaden) ist eine deutsche Juristin.
Euler studierte Rechtswissenschaften an der Universität Halle-Wittenberg, an der Universität Leipzig, an der Universität Siena sowie an der Universität Münster. Sie hat einen Abschluss als Master of Laws der Universität Hannover und der Universität Bologna. An der Universität Freiburg wurde sie 2010 mit einer Arbeit zum Thema Das kulturelle Gedächtnis im Zeitalter digitaler und vernetzter Medien und sein Recht. Status Quo der rechtlichen, insbesondere urheberrechtlichen Rahmenbedingungen von Bestandsaufbau, Bestandserhaltung und kommunikativer sowie kommerzieller Bestandsvermittlung kultureller Äußerungen im Zeitalter digitaler und vernetzter Medien durch Bibliotheken, Archive und Museen in Deutschland und Regelungsalternative promoviert. Zwischen April 2006 und Ende 2010 war Euler Mitarbeiterin des Zentrums für Angewandte Rechtswissenschaft des Karlsruher Institut für Technologie. Sie war anschließend Leiterin der Geschäftsstelle sowie stellvertretende Geschäftsführerin der Deutschen Digitalen Bibliothek und als Verantwortliche für Finanzen sowie rechtliche Fragen und Öffentlichkeitsarbeit maßgeblich in deren Aufbau involviert. 
Seit Juli 2017 ist Euler Gründungsprofessorin für das Fachgebiet Open Access/Open Data an der Fachhochschule Potsdam. Bereits vorher lehrte sie in Potsdam und an der Universität Hamburg Informationsrecht.
Euler spezialisierte sich schon während des Studiums auf die Fragen und Probleme des Informationsrechts, des Urheberrechts sowie der Rechtsinformatik. In ihrer Dissertation ging sie der Frage nach, wie die Rahmenbedingungen für die Überlieferungs- und Vermittlungsarbeit von Bibliotheken, Archiven und Museen zukünftig aussehen müssen, um ihre Aufgabe auch in der digitalen Zukunft erfüllen zu können. Auch danach sind die Digitalisierung und die Fragen des Umgangs mit dem Kulturellen Gedächtnis zentraler Mittelpunkt von Arbeit und Forschung. Sie setzt sich für einen möglichst freien Zugang zum „digitalen Gedächtnis“ und eine größtmögliche Datenqualität ein. Euler gehört dem Members Council von Europeana an.

## Schriften
- Herausgeberin mit Thomas Dreier: Kulturelles Gedächtnis im 21. Jahrhundert. Tagungsband des internationalen Symposiums, 23. April 2005, Karlsruhe. (= Schriften des Zentrums für Angewandte Rechtswissenschaft. Band 1), Universitäts-Verlag Karlsruhe, Karlsruhe 2005, ISBN 978-3-937300-56-6. Digitalisat
- Das kulturelle Gedächtnis im Zeitalter digitaler und vernetzter Medien und sein Recht. Status Quo der rechtlichen, insbesondere urheberrechtlichen Rahmenbedingungen von Bestandsaufbau, Bestandserhaltung und kommunikativer sowie kommerzieller Bestandsvermittlung kultureller Äußerungen im Zeitalter digitaler und vernetzter Medien durch Bibliotheken, Archive und Museen in Deutschland und Regelungsalternativen. Bock + Herchen, Bad Honnef 2011, ISBN 978-3-88347-279-9. Digitalisat
- Herausgeberin mit Paul Klimpel: Der Vergangenheit eine Zukunft. Kulturelles Erbe in der digitalen Welt. Eine Publikation der Deutschen Digitalen Bibliothek. (= Kulturelles Erbe in der digitalen Welt. Band 2) iRights.Media, Berlin 2014, ISBN 978-3-944362-06-9.
- Herausgeberin mit Monika Hagedorn-Saupe, Gerald Maier, Werner Schweibenz und Jörn Sieglerschmidt: Handbuch Kulturportale. Online-Angebote aus Kultur und Wissenschaft. De Gruyter Saur, Berlin/Boston 2015, ISBN 978-3-11-040578-1. Digitalisat
- Herausgeberin mit Paul Klimpel: Föderale Vielfalt – globale Vernetzung. Strategien der Bundesländer für das kulturelle Erbe in der digitalen Welt. (= Kulturelles Erbe in der digitalen Welt. Band 2) Hamburg University Press, Hamburg 2016, ISBN 978-3-943423-34-1. (Digitalisat)
- mit Eric W. Steinhauer und Christina Bankhardt: Digitale Langzeitarchivierung als Thema für den 3. Korb zum Urheberrechtsgesetz. Urheberrechtliche Probleme der digitalen Langzeitarchivierung. Stellungnahme der AG Recht im Kompetenznetzwerk nestor. Institut für Deutsche Sprache, Mannheim 2016. Digitalisat

## Einzelbelege
1. ↑  Dillig, Tobias: ZAR - mitarbeiter_detail. 3. März 2018, archiviert vom Original (nicht mehr online verfügbar) am 28. Juni 2018; abgerufen am 28. Juni 2018 (deutsch).  Info: Der Archivlink wurde automatisch eingesetzt und noch nicht geprüft. Bitte prüfe Original- und Archivlink gemäß Anleitung und entferne dann diesen Hinweis.
2. ↑  Fachhochschule Potsdam: Ellen Euler tritt Professur für Open Access / Open Data an. Archiviert vom Original (nicht mehr online verfügbar) am 3. Dezember 2018; abgerufen am 15. August 2020.  Info: Der Archivlink wurde automatisch eingesetzt und noch nicht geprüft. Bitte prüfe Original- und Archivlink gemäß Anleitung und entferne dann diesen Hinweis.
3. ↑  Fridtjof Küchemann: Internetkonferenz re:publica: Wir erleben in Europa einen kulturellen Stillstand. In: FAZ.NET. ISSN 0174-4909 (faz.net [abgerufen am 28. Juni 2018]).
4. ↑  Interview mit Ellen Euler: Freier Zugang zum digitalen Gedächtnis!? | VideoGold.de. Abgerufen am 28. Juni 2018 (deutsch).
5. ↑  Interview mit Ellen Euler: Freier Zugang zum digitalen Gedächtnis!? Abgerufen am 28. Juni 2018 (deutsch).

| Personendaten    | Personendaten     |
| ---------------- | ----------------- |
| NAME             | Euler, Ellen      |
| KURZBESCHREIBUNG | deutsche Juristin |
| GEBURTSDATUM     | 1977              |
| GEBURTSORT       | Wiesbaden         |